# Miray Daner
Miray Daner (Isztambul, Törökország, 1999. január 15. –) török színésznő.

## Filmográfia

### Tévésorozatok
- Bez Bebek (2008)
- Papatyam (2009-2011) .... Gonca
- Zil Çalınca (2012-) .... Duygu (Disney Channel sorozat)
- Merhaba Hayat (2012-2013) .... Dünya
- Medcezir (2013-2015) ... Beren
- Vatanım Sensin (2016-? ) ... Hilal
- Hutudsuz Sevda 2023-?)... Zeynep

### Filmek
- Dersimiz Atatürk (2010) ... Sabiha Gökçen
- Çınar Ağacı (2011) .... Pelin
- Arkadaşım Max (2013) .... Melda
- Hürkuş (2018) ... Selin